# Peter Morwood

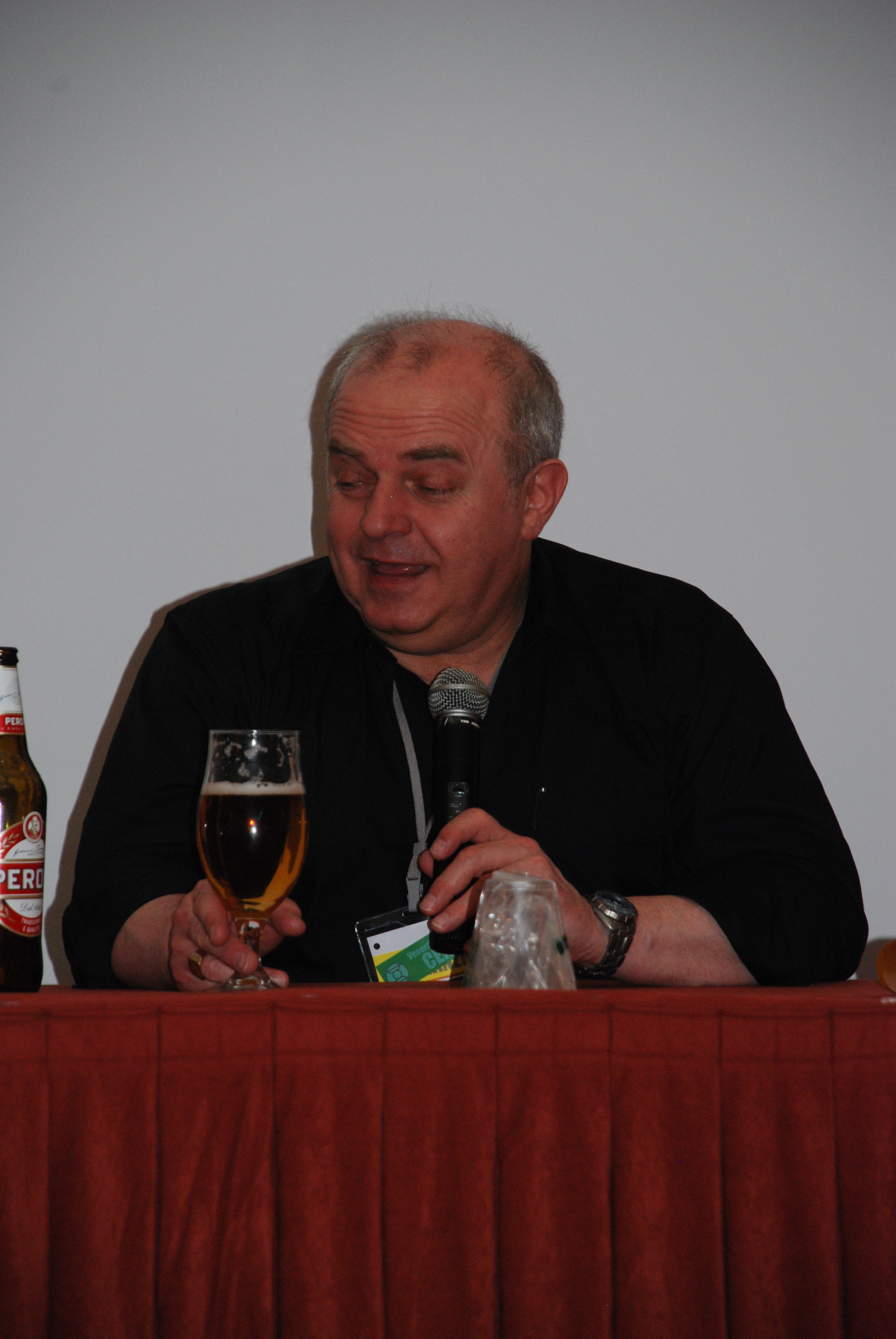
Peter Morwood, 2010

Peter Morwood (* 20. Oktober 1956 in Lisburn, Nordirland; † 9. Mai 2025 in Irland) war ein britischer Phantastik-, Science-Fiction- und Drehbuchautor, der im deutschen Sprachraum vor allem durch seine Co-Autorschaft beim Drehbuch für die erfolgreiche Sat.1-Miniserie Die Nibelungen sowie durch zwei ins Deutsche übersetzte Romane der Star-Trek-Serie in Erscheinung getreten ist.

## Leben
Robert Peter Smyth wurde in Lisburn nahe Belfast geboren, dort besuchte er auch bis 1975 die Schule. Danach nahm er an der Belfaster Queen’s University ein Studium der Anglistik, Geschichts- und Rechtswissenschaft auf, das er 1979 mit einem Bachelor-Grad abschloss.
Seit 1980 als Angestellter der Zollbehörde beschäftigt, veröffentlichte er 1983 unter seinem später auch offiziell angenommenen Pseudonym Peter Morwood (Geburtsname seiner Mutter) den Roman The Horse Lord, dem 1984 und 1986 weitere Romane folgten. Ab 1986 freier Schriftsteller, übersiedelte Morwood für kurze Zeit nach Los Angeles. Er war ab 1987 mit der Science-Fiction- und Phantastik-Schriftstellerin Diane Duane verheiratet und wohnte mit ihr im County Wicklow in der Republik Irland.
Am 9. Mai 2025 starb Peter Morwood im Alter von 68 Jahren in Irland.

## Werk

### Romane

#### Book of Years
In dieser phantastischen Sequenz wird die Geschichte eines mittelalterlich anmutenden Reiches mit Namen Alba erzählt, das von konkurrierenden Kriegerklans geprägt ist.
- Der schwarze Reiter, 2009, ISBN 3-492-29159-7, The Horse Lord, 1983, ISBN 0-88677-178-1
- Der schwarze Dämon, 2010, ISBN 3-492-29160-0, The Demon Lord, 1984, ISBN 0-88677-204-4
- Die schwarze Schlacht, 2012, ISBN 3-492-29161-9, The Dragon Lord, 1986, ISBN 0-88677-252-4
- The Warlord’s Domain, 1989, ISBN 0-88677-458-6

#### Horse Lords
Diese Reihe schildert den Aufstieg der Kriegerklans von Alba und damit die Vorgeschichte zu Books of Years.
- Greylady, 1993, ISBN 0-09-926161-8
- Widowmaker, 1994, ISBN 0-09-931241-7

#### Tales of Old Russia
In dieser Reihe werden Historienromane mit phantastischen Elementen verknüpft. Erzählt wird die Geschichte eines kleinen Reiches in Russland zur Zeit der Goldenen Horde.
- Prince Ivan, 1990, ISBN 0-7126-3409-6
- Firebird, 1992, ISBN 0-7126-4704-X
- The Golden Horde, 1993, ISBN 0-09-926081-6

#### Star Trek
- Die Romulaner, 1992, ISBN 3-453-05831-3, The Romulan Way, 1987, mit Diane Duane
- Angriff auf Dekkanar, 1994, ISBN 3-453-07768-7, Rules of Engagement, 1990

#### Guardians of the Three
- Keeper of the City, 1989 (mit Diane Duane)

#### Space Cops
(mit Diane Duane)
- Mindblast, 1991
- Kill Station, 1992
- High Moon, 1992

#### SeaQuest DSV
- SeaQuest. Mission unter Wasser, 1993, ISBN 3-8025-2283-4, SeaQuest DSV, 1993 (mit Diane Duane)

Morwood verfasste für verschiedene weitere Franchises Romane, unter anderem Spider-Man und X-Men.

### Drehbücher
Morwood war Mitautor des Drehbuchs zur erfolgreichen Sat.1-Miniserie Die Nibelungen, die 2004 ausgestrahlt wurde.